# Raphael Freienstein
Raphael Freienstein (Marburg an der Lahn, Hessen, 8 d'abril de 1991) és un ciclista alemany. Professional des del 2012, actualment corre a l'equip Team Lotto-Kern Haus.

## Palmarès
- 2014
  - Vencedor d'una etapa al Tour of the Great South Coast
  - Vencedor d'una etapa al Tour of Gippsland
- 2015
  - Vencedor d'una etapa al Tour de Perth
- 2016
  - Vencedor d'una etapa a la Fletxa del sud
- 2017
  - Vencedor d'una etapa al Tour de Southland